# Svaz Slovanského sokolstva
Svaz Slovanského sokolstva (SSS) byla mezinárodní tělovýchovná organizace existující v letech 1908 až 1938. V jejím čele byla zprvu Česká obec sokolská a prvním starostou dr. Josef Scheiner.

## Historie
Tělovýchovná organizace Sokol měla v roce 1908 za sebou téměř 50 let aktivní činnosti. Předtím, v roce 1904 se sokolské organizace v župách českých, moravskoslezské a Dolnorakouské spojily, vytvořily Českou obec sokolskou (ČOS). Hymnou Svazu Slovanského sokolstva byla píseň Hej, Slované.
Prudký rozvoj sokolství i mimo hranice Čech a Moravy znamenal vznik mnoha spřízněných tělovýchovných organizací na celém světě. Proto z iniciativy České obce sokolské rok po úspěšném V. všesokolském sletu došlo v roce 1908 k vytvoření Svazu Slovanského sokolstva, do něhož se začlenily
- Česká obec sokolská
- Zwiazek polskich gymnastycnych Towarzystew sokolich v Austrii
- Hrvatski sokolski savez
- Slovinska sokolska zveza
- Župa Fruškogorská
- Dušan Silni
- Župa Bosensko-hercegovská
- Zveza bogarskich Junakov[1]

V roce 1912 byl v Praze uspořádán VI. všesokolský slet, který byl prezentován jako první slet SSS. V té době bylo v Sokole 1026 jednot a 100 000 členů. Starostou ČOS byl dr. Josef Scheiner a ten byl také zvolen jako první starosta SSS. Pražského sletu se zúčastnilo 4000 zahraničních sokolů nejen z nedávno ustaveného svazu. Z dalších existujících sokolských organizací se svazem volně spolupracovali i organizace Katolického Sokola amerického a organizace Chorvatského Sokola, ovšem tyto organizace spolupracovali především s Orlem.
Během I. světové války byli mnozí funkcionáři vč. dr Scheinera vězněni, jak ČOS, tak SSS byly úředně v roce 1913 (??? asi chybné datum – jinde uvedeno 1915)[ujasnit] zakázány, avšak sokolské jednoty vznikaly i v našich legiích. Po válce se činnost SSS podařilo obnovit, jména členských organizací se však zcela po vzniku nových států změnila. Vznikl a zapojil se jednotný Sokolský svaz Srbů, Chorvatů a Slovinců. Řada sokolů ze zahraničí se zúčastnila řady dalších všesokolských sletů v Praze. Do svazu se začlenil i Lužickosrbský Sokol z Německé říše, který byl po nástupu Adolfa Hitlera k moci v roce 1933 zakázán.
V roce 1932 starosta ČOS i SSS dr Josef Scheiner zemřel a jeho funkce převzal dr. Stanislav Bukovský.
Zástupci SSS se podíleli i na X. všesokolském sletu v roce 1938 a jeho doprovodných akcích. Ve Vysokých Tatrách se v únoru 1938 konal v rámci zimních sletových dní společný přebor SOS a ČOS v běžeckých i sjezdových lyžařských disciplínách.
Druhá světová válka znamenala zánik Sokola v jeho původní podobě a přestal pracovat i Svaz Slovanského sokolstva. Po válce se již jeho činnost s třicetiletou tradicí nepodařilo obnovit.

## Nástupnická organizace
Z iniciativy mnoha sokolských organizací v celém světě rozhodlo Ministerstvo vnitra ČR dne 31. ledna 1994 o zřízení mezinárodní nevládní organizace Světový svaz sokolstva. V roce 2008 sdružoval 12 sokolských organizací působících v 15 zemích světa.